# Коледино (городской округ Подольск)
Коледино — деревня в городском округе Подольск Московской области России.
До 2015 года входила в состав сельского поселения Лаговское Подольского района; до середины 2000-х годов — в Лаговский сельский округ.

## Население
Согласно Всероссийской переписи, в 2002 году в деревне проживало 29 человек (16 мужчин и 13 женщин). По данным на 2005 год в деревне проживало 50 человек.

## Расположение
Деревня Коледино расположена у Симферопольского шоссе примерно в 7 км к югу от центра города Подольска. Через деревню протекает река Конопелька. На этой реке в деревне устроено несколько прудов. Вплотную к деревне Коледино находится деревня Бережки. Проезд от платформы Весенняя Курского направления Московской железной дороги. В деревню заходит автобус № 44. Местные жители называют реку «Канопёлка».

## История
В 1627 году село Коледино принадлежало князю Фёдору Ивановичу Мстиславскому. На тот момент в селе находилась деревянная «церковь Андрея Стратилата, дворы попа, дьячка, пономаря, просвирницы, помещичий с деловыми людьми да 12 крестьянских и бобыльских дворов». После смерти Фёдора Ивановича село перешло его вдове, княгине Арине Михайловне. В 1631 году Коледино пожаловали Степану Лукьяновичу Хрущёву, и в последующие десятилетия село переходило к его родственникам. Согласно описи 1657 года, в селе было две церкви: Живоначальной Троицы и Андрея Стратилата, двор священнослужителя, двор водчинника и 14 крестьянских дворов. К 1704 году в селе было 26 дворов и более сотни жителей. В 1815—1820 годах в селе Коледино была построена новая каменная церковь Живоначальной Троицы, которая сохранилась до наших дней. В 1859 году население Коледина составляло 275 человек.
Деревня примыкает к Симферопольскому шоссе на трассе М2 «Крым» в 20 км от МКАД. По состоянию на 2005 год население деревни составляет 50 человек. К северу от Коледина находится складской центр «Индустриальный парк Коледино».

## Достопримечательности
В селе Коледино расположена Церковь Троицы Живоначальной, построенная в 1815—1820 годах в стиле ампир. В 1930 году храм закрыли и здание использовалось для различных хозяйственных нужд. В 1990 году здание было передано православной церкви. Церковь была восстановлена, и сейчас это действующий храм. Церковь Троицы Живоначальной является памятником архитектуры местного значения.